# Pseudophoxinus zeregi
Pseudophoxinus zeregi là một loài cá vây tia thuộc họ Cyprinidae.
Loài này chỉ có ở Syria.
Môi trường sống tự nhiên của chúng là sông ngòi.
Chúng hiện đang bị đe dọa vì mất môi trường sống.